# 阿富汗河流列表

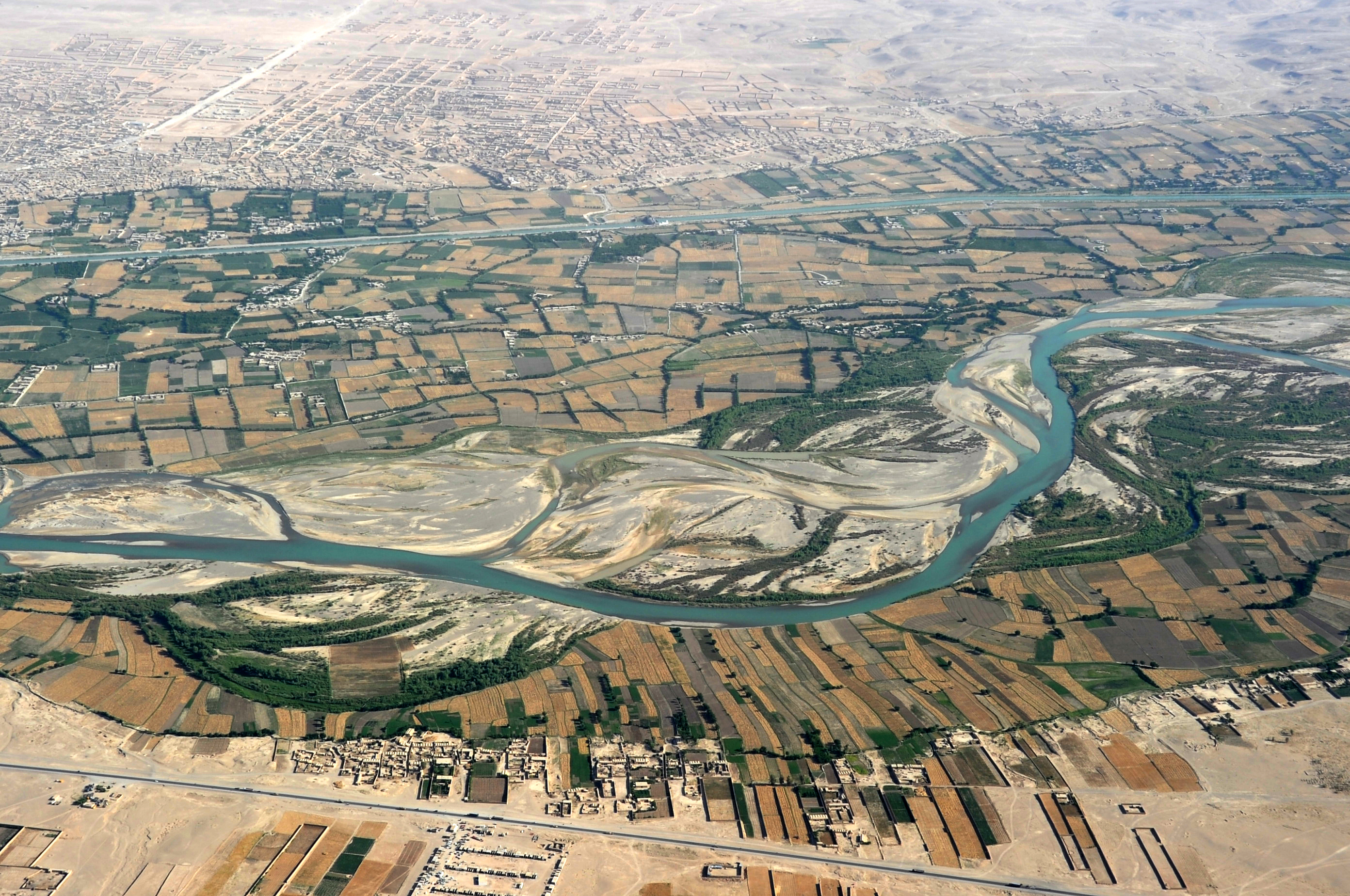
流經阿富汗坎大哈省的阿干達布河

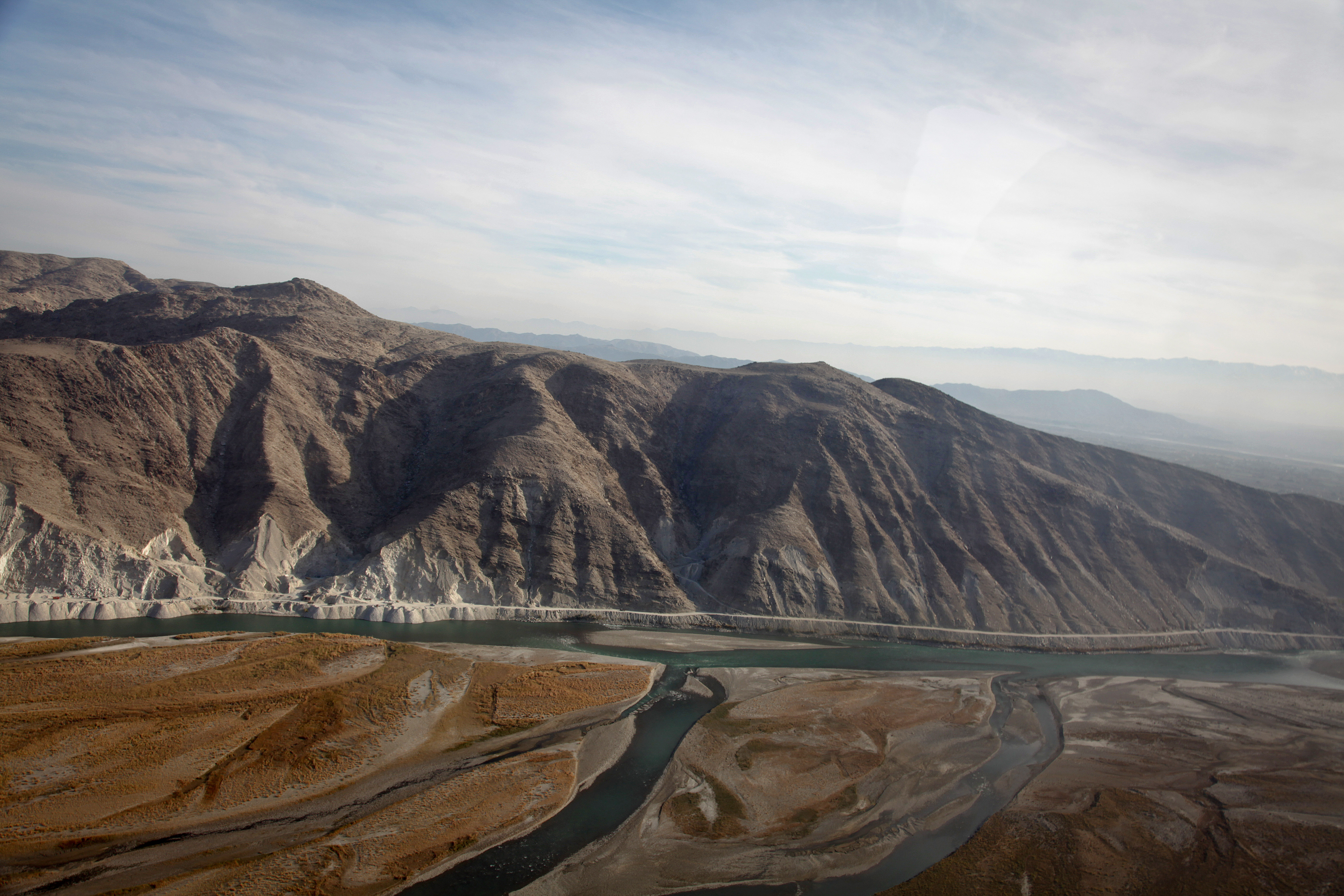
庫納河與其支流交會於楠格哈爾省

阿富汗河流列表，列舉全部或部分在阿富汗境內的河流，並依照流域排列。

## 注入阿拉伯海

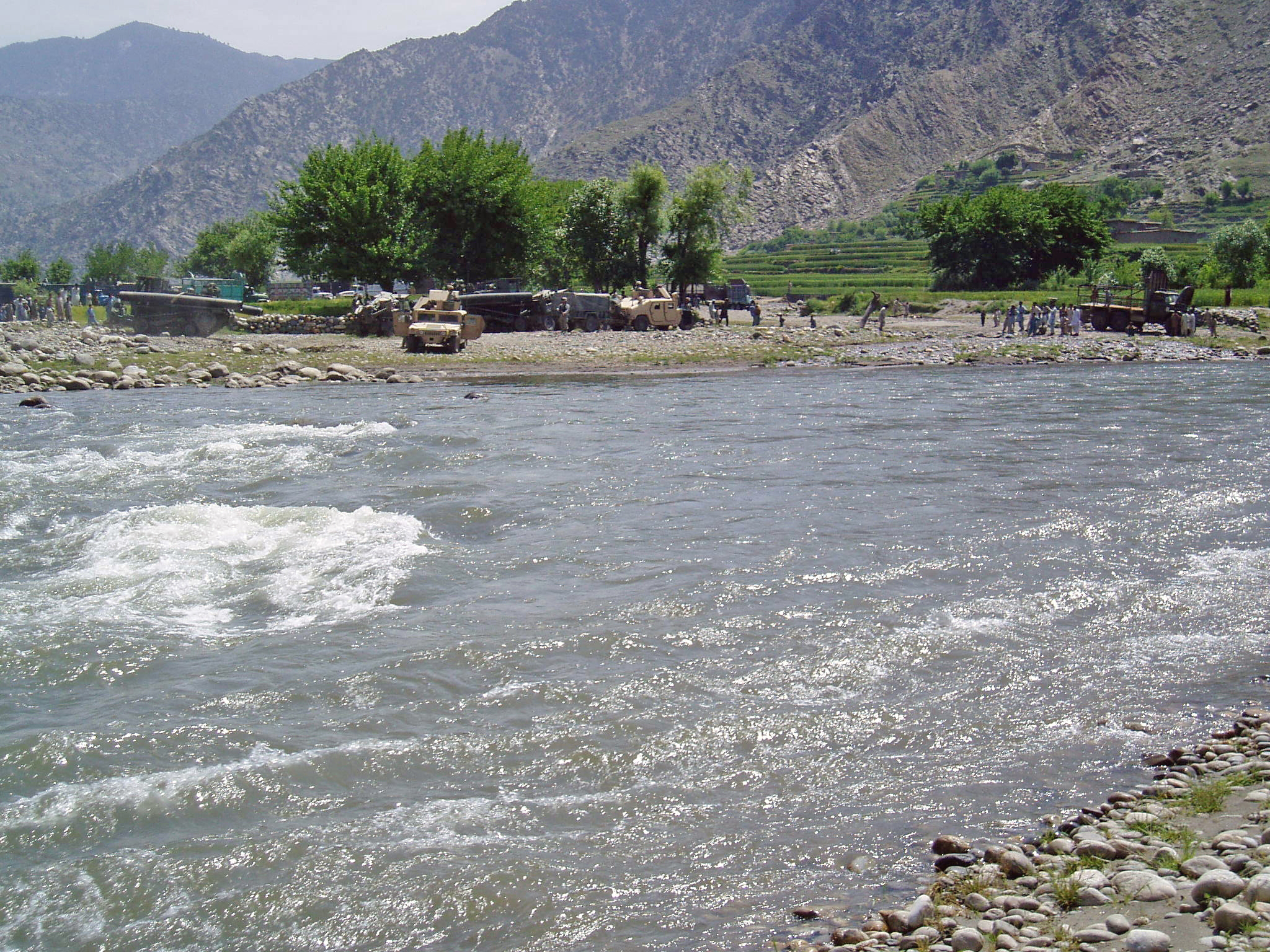
位於阿富汗東部的佩奇河

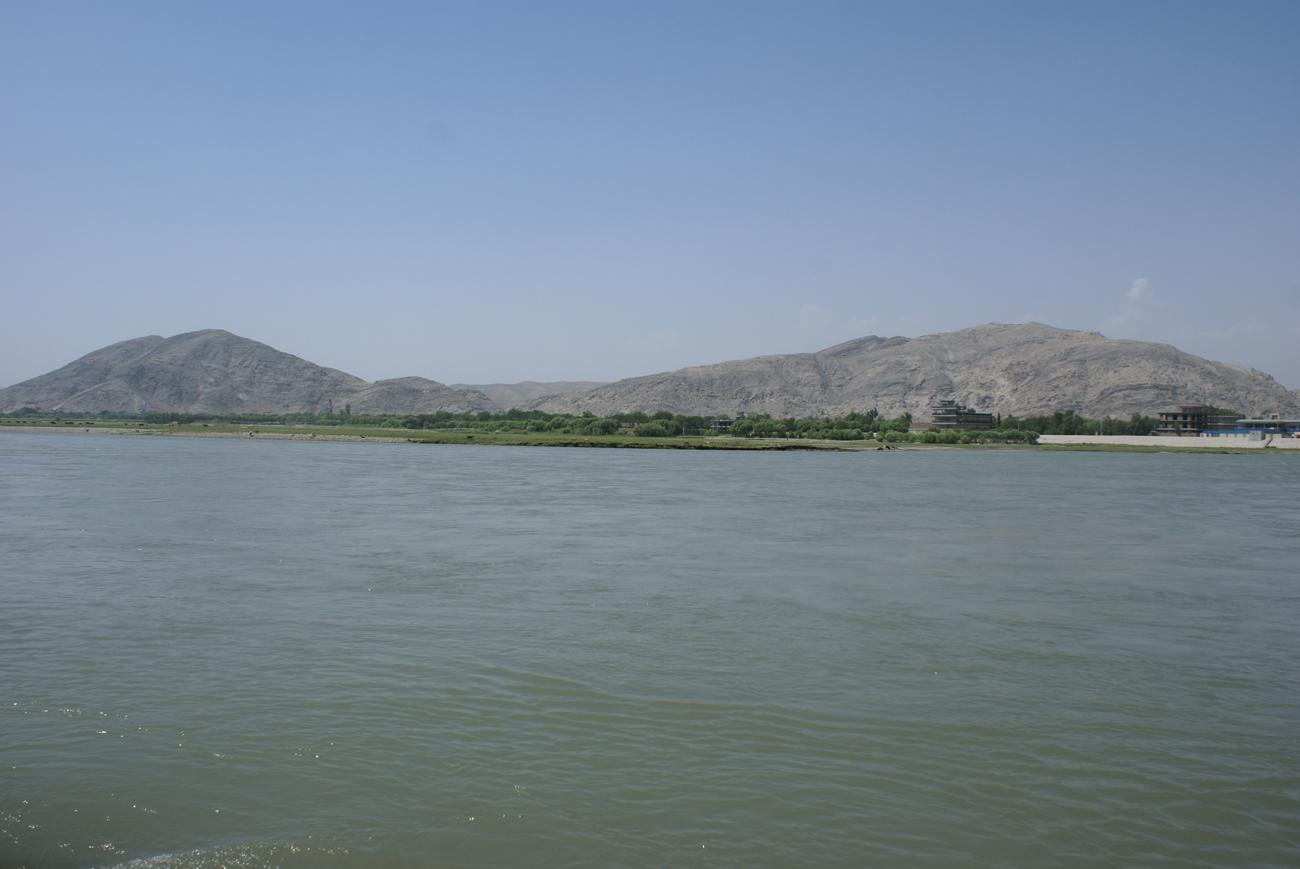
賈拉拉巴德附近的喀布爾河景觀

- 印度河（幹流在巴基斯坦境內）
  - 古馬勒河
    - 昆達河
    - 佐布河

  - 庫拉姆河
  - 喀布爾河
    - 巴拉河
    - 庫納河
      - 佩奇河（英语：Pech River）
      - 蘭代辛河（英语：Landai Sin River）

    - 索爾赫阿卜河（英语：Surkhab River）
    - 阿林加河（英语：Alingar River）
    - 潘傑希爾河
      - 哥班德河（英语：Ghorband River）
        - 沙蘭河（英语：Salang River）

    - 羅加河（英语：Logar River）

## 注入內流盆地

### 西斯坦盆地（英语：Sistan Basin）
- 哈魯特河（英语：Harut River）（或稱阿達斯坎河）
- 法拉河
- 赫爾曼德河
  - 卡希河（Khash River）
  - 阿干達布河（英语：Arghandab River）
    - 多里河（英语：Dori River）
      - 塔納克河（英语：Tarnak River）
      - 阿吉斯坦河（英语：Arghistan River）
        - 羅拉河（Lora River）

  - 穆沙卡拉河（英语：Musa Qala River）
  - 提林河（Tirin River）
  - Kaj River（英语：卡吉河）

### 伊斯塔達湖（Ab-e Istadeh Lake）
- 加茲尼河（Ghazni River）[1]
  - 吉爾加河（Jilga River）

### 卡拉庫姆沙漠
- 哈里河
  - 賈姆河（Jam River）
- 穆爾加布河
  - 庫希克河（英语：Kushk River）
  - 卡希坎河（Kashkan River）

### 鹹海盆地
- 阿姆河
  - 沙費德河（英语：Safid River），不再流至阿姆河
  - 巴爾喀河（英语：Balkh River），不再流至阿姆河

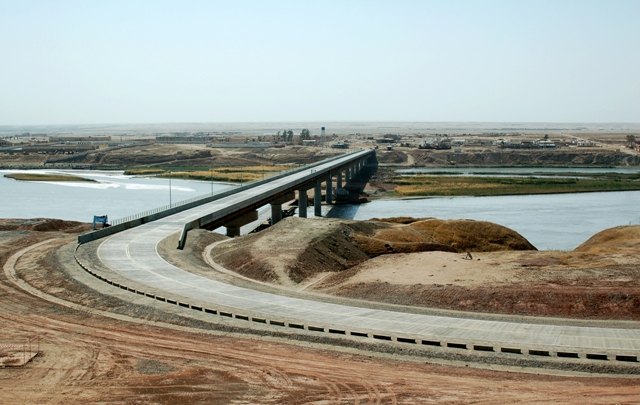
跨越阿姆河的潘吉波庸塔吉克-阿富汗橋，2007年

  - 庫爾姆河（英语：Khulm River）（舊稱塔希庫爾干河），不再流至阿姆河
  - 昆杜茲河（英语：Kunduz River）（或稱蘇卡布河）
    - 卡納巴德河（英语：Khanabad River）
    - 安德拉布河（英语：Andarab）
    - 巴米揚河（Bamiyan River）

  - 廓克查河（英语：Kokcha River）
    - 安朱曼河（英语：Anjuman (stream)）

  - 噴赤河
    - 巴爾坦格河（阿克蘇河）
    - 帕米爾河
    - 瓦坎河（英语：Wakhan River）

## 外部連結
- Nathan Berger.  (PDF). May 1992  [2010-08-31]. （原始内容 (PDF)存档于2017-03-03）. Map of Principal River Drainage Systems at page 12
- Kamal, Gomal.  (PDF). May 10, 2004  [2010-08-31]. （原始内容 (PDF)存档于2011-07-06）.